# Ben Lamb (acteur)
Ben Lamb est un acteur britannique né le 24 janvier 1989 à Exeter (Devon, Royaume-Uni).
Il a épousé sa petite amie, Louise Coles, lors d’une cérémonie privée en novembre 2016 à Novare.

## Filmographie

### Cinéma
- 2011 : Il maestro (court-métrage) : le clarinettiste
- 2014 : Divergente : Edward
- 2015 : Divergente 2 : L'Insurrection : Edward
- 2016 : Blood Orange : Lucas
- 2016 : Insaisissables 2 : Owen Case
- 2017 : End of Term : Scott
- 2017 : A Christmas Prince prince Richard Charlton
- 2018 : A Christmas Prince: The Royal Wedding : roi Richard Charlton
- 2019 : A Christmas Prince: The Royal Baby : roi Richard Charlton

### Télévision
- 2012 : Silk : le candidat snob
- 2013 : The White Queen : Anthony Woodville, 2e comte Rivers[1]
- 2014 : If I Don’t Come Home: Letters From D-Day : Alastair Bannerman
- 2016 : The Increasingly Poor Decisions of Todd Margaret : Tim Dempsey
- 2016 : Inspecteur Barnaby (saison 18, épisode 3) : Aiden McCordell
- 2017 : L'Aliéniste (saison 1, épisode 10) : Jack Astor
- 2017 : Knightfall (saison 1, épisode 8 et 9) : frère Dominic
- 2017 : Victoria (saison 2, épisode 9) : capitaine Forbes
- 2022 : The Gilded Age : Hector, Duc de Buckingham

## Théâtre
- 2010 : Hamlet : Fortinbras
- 2011 : Comme il vous plaira : Silvis, Le Beau et Charles le Lutteur
- 2012 : Mary Shelley : Percy Shelley
- 2015 : Le Marchand de Venise : Lorenzo
- 2015 : Macbeth : Malcolm

## Voix françaises
- Valérie Schatz dans :
  - The White Queen (série télévisée)
  -  A Christmas Prince
  - A Christmas Prince: The Royal Wedding
  - A Christmas Prince: The Royal Baby

et aussi
- Valentin Merlet dans Insaisissables 2